# Il sentiero della felicità (film)
Il sentiero della felicità (Les Beaux Jours) è un film del 1935 diretto da Marc Allégret.

## Trama
Dopo la morte del padre, Sylvie si ritrova a Parigi sola e senza soldi. Incontra Boris, uno studente di medicina, che si prende cura di lei. Poi incontra Pierre, che le piace. Boris si ammala, Sylvie lo aiuta a sua volta, ma la malattia finisce per uccidere Boris. Pierre allora dichiara il suo amore per Sylvie e vuole sposarla. Sylvie rifiuta, in memoria di Boris, fino a quando l'amore e la giovinezza non prevalgono. E Sylvie parte con Pierre.